# Textorstraße

Ausschnitt aus dem Malerischen Plan von F.W. Delkeskamp aus dem Jahr 1864: die beiden Schornsteine gehören zur Zimmer’schen Chininfabrik, die sich an der Kreuzung der heutigen Textorstraße (oben) und Darmstädter Landstraße (rechts) befand.

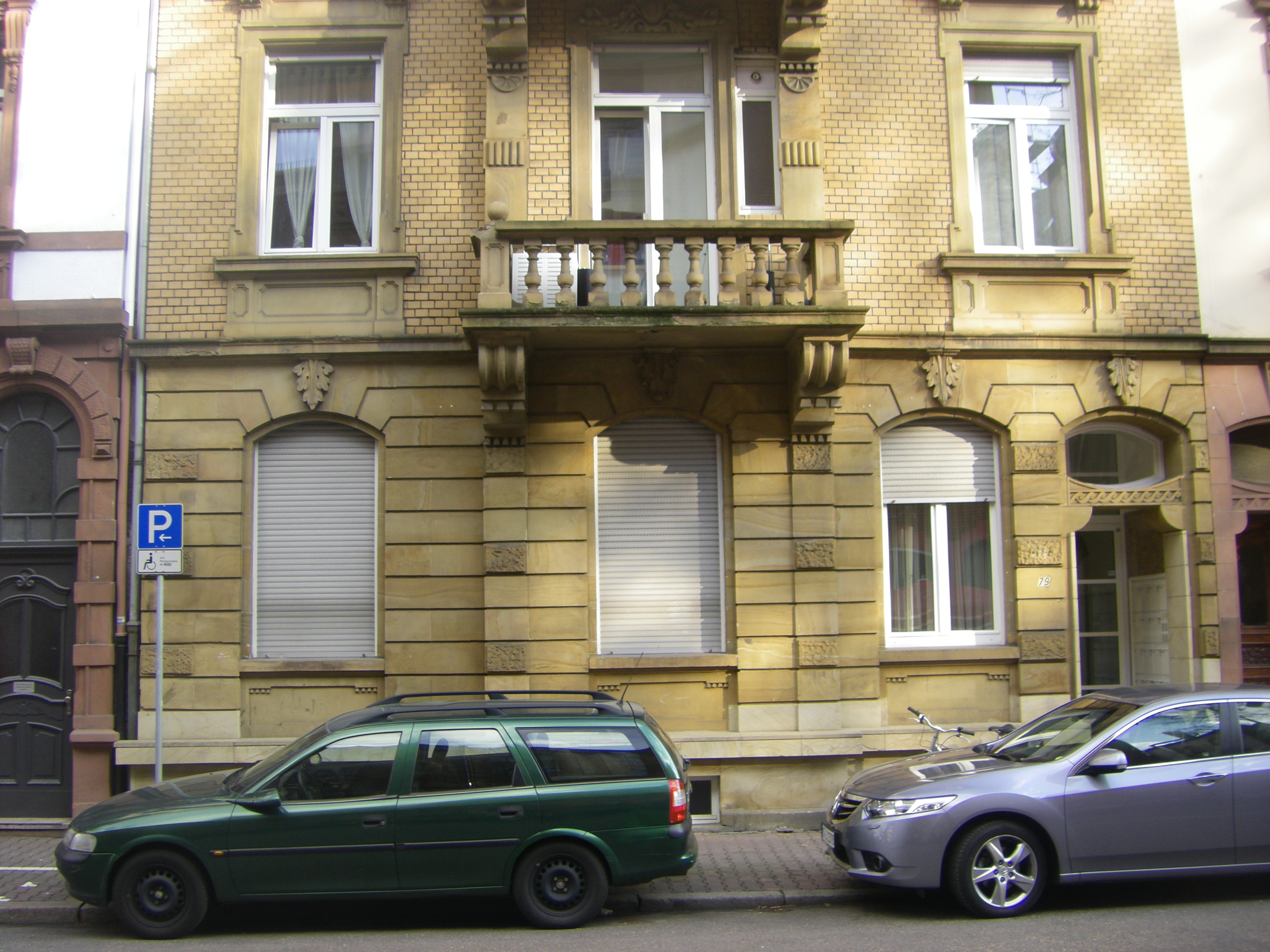
Die Erdgeschosswohnung in der Textorstr. 79 diente 1979 als konspirative Wohnung der RAF.

Die Textorstraße ist eine Straße im Frankfurter Stadtteil Sachsenhausen.

## Lage
Die Straße beginnt bei Nummer 40 der Darmstädter Landstraße und verläuft in westsüdwestlicher Richtung bis zur Nummer 51 der Holbeinstraße, hinter der sie in westlicher Richtung als Thorwaldsenstraße fortgeführt ist.

## Geschichte
Über die heutige Textorstraße verlief ein provisorischer Streckenabschnitt der 1846 eröffneten Bahnstrecke Frankfurt am Main–Heidelberg zwischen dem Bahnhof Mainspitze und dem Frankfurter Lokalbahnhof.
Die bereits in der ersten Hälfte des 19. Jahrhunderts angelegte Straße war anfangs nur in ihrem östlichen Abschnitt bebaut und beherbergte gleich an ihrem Anfang die Zimmer’sche Chininfabrik, die bereits auf dem 1864 von Friedrich Wilhelm Delkeskamp erstellten Malerischen Plan von Frankfurt am Main und Umgebung ersichtlich ist (siehe Abbildung unter der Infobox). Die Fabrik befand sich auf dem Gebiet zwischen der heutigen Darmstädter Landstraße (im Osten), der Bruchstraße (im Westen), der Hedderichstraße (im Süden) und der Textorstraße (im Norden). Sie wurde auch als letzter Abschnitt der Straße mit Wohnraum bebaut.
Die im 19. Jahrhundert weitgehend unbebaute Straße erhielt 1886 erstmals einen Namen und wurde nach dem Frankfurter Arzt und Kommunalpolitiker Johann Georg Varrentrapp (1809–1886) Varrentrappstraße genannt. 
Mit Beginn der 1899 eintretenden Bautätigkeit erhielt sie bereits 13 Jahre später ihren noch heute gültigen Namen der Familie Textor (latinisiert von Weber), der Goethes Mutter entstammt. Eine Varentrappstraße gibt es aber weiterhin; sie liegt heute im Stadtteil Bockenheim.
Das erste Wohnhaus wurde auf dem Grundstück mit der Nummer 30 (Ecke Bruchstraße) errichtet. Bis 1907 war die Straße nahezu vollständig mit Wohnhäusern bebaut, zwischen denen lediglich zwei Bahndepots und zwei Schulen (Textor- und Holbeinschule) existierten. Die einzig unbebaute Fläche war das Gelände der vormaligen Chininfabrik, das erst in den 1930er Jahren bebaut wurde und drei Wohnblocks mit insgesamt 256 Wohneinheiten enthält.
In ihrer Gründerzeit um die Jahrhundertwende vom 19. zum 20. Jahrhundert war die gut einen Kilometer lange Straße vornehmlich von Eisenbahnern und Kaufleuten bewohnt.

## Verkehrsanbindung
Durch die naheliegenden S-Bahn-Stationen Lokalbahnhof und Südbahnhof ist die Textorstraße optimal an das S-Bahn-Netz Rhein-Main angeschlossen. Letztere Station wird ferner von der A-Strecke der Frankfurter U-Bahn (Linien U1, U2, U3 und U8) bedient. Ferner verkehren im ersten Abschnitt der Textorstraße (zwischen Darmstädter Landstraße und Brückenstraße) die Straßenbahnlinien  15,16 und 18 sowie die Buslinie 45, die jeweils an den Stationen Lokalbahnhof/Textorstraße und Brücken-/Textorstraße halten.

## Besondere Gebäude
Der Serienmörder Eugen Weidmann (1908–1939) wohnte in dem Haus Textorstraße 69, bevor er 1937 in Paris sechs Menschen ermordete. Er wurde 1939 hingerichtet; seine Enthauptung durch die Guillotine war die letzte öffentlich vollzogene Hinrichtung in Frankreich.
In den späten 1970er Jahren unterhielt die RAF eine konspirative Wohnung in der Textorstraße. Die Entdeckung der Einzimmerwohnung im Parterre des Hauses Nummer 79 führte zur Verhaftung von Rolf Heißler, der damals einer der meistgesuchten deutschen Terroristen war.